# Masaryk Egyetem
A Masaryk Egyetem (csehül Masarykova univerzita) Brno városban, Csehországban található, Csehország második legrégibb egyeteme. A bölcsészettudományi karán magyar nyelvtanfolyamot is tartanak. 1919-ben alapították, jelenleg kilenc karral működik. Tomáš Masarykról, Csehszlovákia akkori miniszterelnökéről nevezték el. 
1960-ban új nevet vett fel, innentől egészen 1990-ig Jan Evangelista Purkyně cseh biológus nevét viselte.

## Karok
- 1919-es alapítású 
  - Jogi Kar
  - Orvostudományi Kar
  - Természettudományi Kar
  - Bölcsészettudományi Kar
- 1945 után alapított karok:
  - Pedagógiai Kar (1946)
  - Gazdasági és Államigazgatási Kar (1990)
  - Informatikai Kar (1994)
  - Társadalomtanulmányi Kar (1998)
  - Sporttanulmányi Kar (2002)